# Pleasureville, Kentucky
Pleasureville är en ort i Henry County och Shelby County i delstaten Kentucky, USA.